# Per Hållberg
Per Hållberg (* 24. März 1978 in Örnsköldsvik) ist ein  schwedischer Eishockeyspieler, der seit 2012 beim Asplöven HC in der schwedischen HockeyAllsvenskan unter Vertrag steht.     

## Karriere
Per Hållberg begann seine Karriere als Eishockeyspieler in seiner Heimatstadt in der Jugend von MoDo Hockey Örnsköldsvik, für dessen Profimannschaft er in der Saison 1994/95 sein Debüt in der Elitserien gab. Dabei gab er in zwei Spielen eine Vorlage. Nach acht Jahren verließ der Verteidiger MODO im Sommer 2002 und unterschrieb beim amtierenden Meister Färjestad BK, mit dem er in den folgenden vier Spielzeiten jeweils im Playoff-Finale stand. Nach drei Vizemeistertiteln gewann er in der Saison 2005/06 erstmals in seiner Laufbahn die Schwedische Meisterschaft. 
Im Sommer 2006 wechselte Hållberg zum EV Zug in die Schweizer Nationalliga A, für die er in der Saison 2006/07 in insgesamt 41 Spielen 22 Scorerpunkte erzielte. Daraufhin kehrte er zu seinem Ex-Club MODO Hockey zurück, der im Vorjahr erstmals die schwedische Meisterschaft gewann und für den er bis zum Saisonende 2010/11 auf dem Eis stand. Anfang Juni 2011 einigte er sich auf einen Einjahresvertrag mit dem Elitserien-Aufsteiger Växjö Lakers Hockey. Zur folgenden Spielzeit wurde er vom Zweitligisten Asplöven HC verpflichtet.

### International
Für Schweden nahm Hållberg an den U20-Junioren-Weltmeisterschaften 1997 und 1998 sowie den Weltmeisterschaften 2004, 2006 und 2007 teil. 

## Erfolge und Auszeichnungen
| - 2003 Schwedischer Vizemeister mit Färjestad BK - 2003 Beste Plus/Minus-Statistik der Elitserien - 2004 Schwedischer Vizemeister mit Färjestad BK | - 2004 Schwedisches All-Star-Team - 2005 Schwedischer Vizemeister mit Färjestad BK - 2006 Schwedischer Meister mit Färjestad BK |

### International
- 1996 Bronzemedaille bei der U18-Junioren-Europameisterschaft
- 2004 Silbermedaille bei der Weltmeisterschaft
- 2006 Goldmedaille bei der Weltmeisterschaft